# Camino Inglés
Il Cammino inglese (in galiziano Camiño inglés, in spagnolo Camino inglés è uno dei percorsi del Cammino di Santiago che inizia nelle città portuali galiziane di Ferrol (112,4 km) o A Coruña (72,8 km) e prosegue verso sud fino a Santiago de Compostela.

## Storia
Nel Medioevo questo percorso era utilizzato principalmente dai pellegrini che provenivano dalle isole britanniche, dalla Scandinavia o da altre aree del Nord Europa e che arrivavano in Galizia via mare. Durante la Guerra dei Cent'anni tra il Regno d'Inghilterra e il Regno di Francia, il Cammino Inglese divenne uno dei più utilizzati poiché permetteva ai pellegrini inglesi di sbarcare nei porti della Galizia per raggiungere Santiago.
Recentemente il Cammino Inglese è stato ripreso come alternativa molto più breve al classico Cammino Francese anche se, per ricevere la Compostela (il certificato rilasciato dalla Cattedrale di Santiago ai pellegrini che hanno percorso almeno 100 km a piedi), è necessario partire da Ferrol. Tuttavia, dal dicembre 2016, la Cattedrale di Santiago ha accettato di concedere la Compostela anche a coloro che iniziano da La Coruña a condizione che completino un pellegrinaggio certificato di almeno 25 km nel paese di origine.
Nel 2018 il Cammino inglese è stato scelto dal 4,32% del totale dei pellegrini.